# Nước siêu nặng
Nước siêu nặng là một dạng của nước trong đó các nguyên tử hiđrô thông thường bị thay thế bằng đồng vị triti của nó. Trong trạng thái tinh khiết, nó có thể được gọi là oxide triti hay triti oxide (T2O hay 3H2O).
T2O tinh khiết là chất ăn mòn do hiện tượng tự phân ly phóng xạ. Nước siêu nặng loãng chủ yếu chứa H2O cộng với một số HTO (3HOH). Nó cũng được sử dụng như là chất dò dấu vết trong các nghiên cứu vận chuyển nước trong khoa học về sự sống. Ngoài ra, do nó xuất hiện trong tự nhiên với khối lượng vô cùng nhỏ, nên nó có thể được sử dụng để xác định tuổi của nhiều loại chất lỏng trên cơ sở nước, chẳng hạn như các loại rượu vang từ nho.
Không nên nhầm lẫn nó với nước nặng hay còn gọi là deuteri oxide.

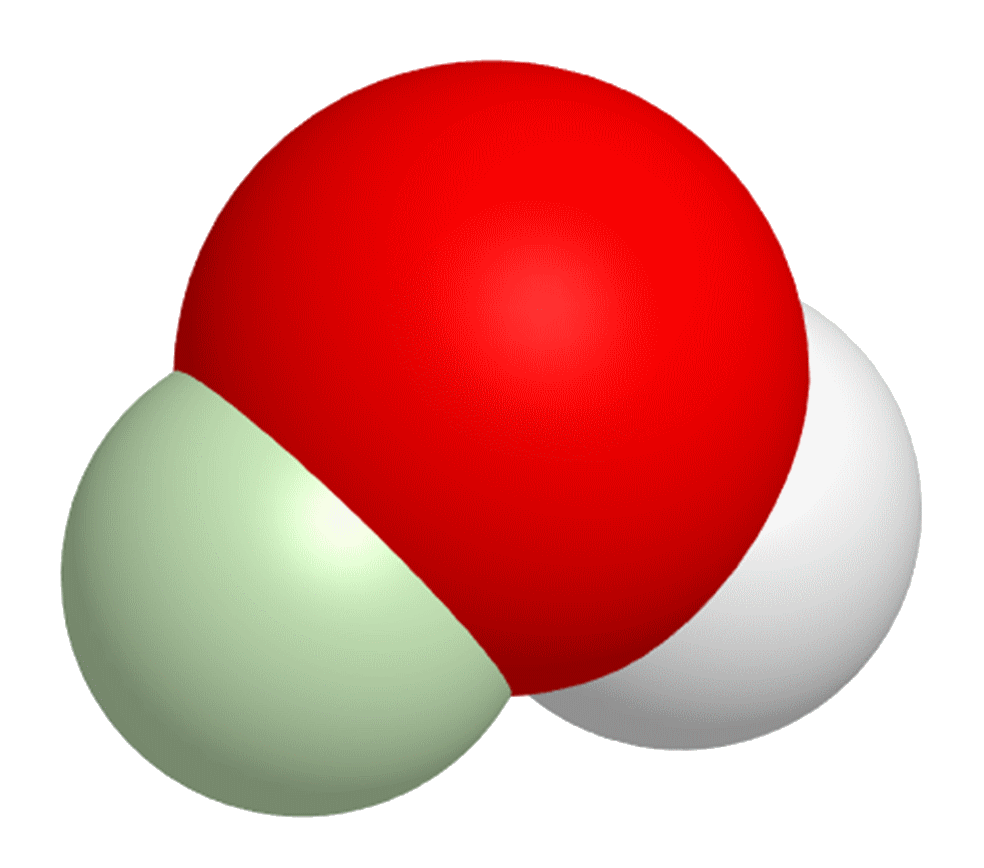
Mô hình phân tử HTO

## Ứng dụng
Nước siêu nặng có thể được dùng để đo tổng dung lượng nước trong cơ thể. Nước siêu nặng phân bố trong mọi khoang của cơ thể là tương đối nhanh. Nồng độ nước siêu nặng trong nước tiểu được cho là tương tự như nồng độ của nó trong cơ thể. Biết được lượng nước siêu nặng ban đầu đã hấp thụ vào và nồng độ, người ta cũng có thể tính toán dung lượng nước trong cơ thể.
- Khối lượng nước siêu nặng (mg) = Nồng độ nước siêu nặng (mg/ml) x Dung lượng nước trong cơ thể (ml)
- Dung lượng nước trong cơ thể (ml) = Khối lượng nước siêu nặng (mg) - Khối lượng bài tiết (mg)] / Nồng độ nước siêu nặng (mg/ml)